# Альваро Джало
Альваро Джало (ісп. Álvaro Djaló, нар. 16 серпня 1999, Мадрид) — іспанський футболіст, нападник клубу «Атлетік Більбао».

## Ігрова кар'єра
Народився 16 серпня 1999 року в місті Мадрид. Вихованець юнацьких команд футбольних клубів «Бегоа» та «Брага».
У дорослому футболі дебютував 2020 року виступами за команду «Брага Б», в якій провів два сезони, взявши участь у 47 матчах чемпіонату. Більшість часу, проведеного у складі другої команди «Браги», був основним гравцем атакувальної ланки команди. У складі другої команди «Браги» був одним з головних бомбардирів команди, маючи середню результативність на рівні 0,36 гола за гру першості.
Своєю грою за цю команду привернув увагу представників тренерського штабу клубу «Брага», до складу якого приєднався 2022 року. Відіграв за клуб з Браги наступні два сезони своєї ігрової кар'єри. Граючи у складі «Браги» також здебільшого виходив на поле в основному складі команди.
До складу клубу «Атлетік Більбао» приєднався 2024 року. Станом на 26 червня 2025 року відіграв за клуб з Більбао 17 матчів у національному чемпіонаті.

## Титули і досягнення
- Володар Кубка португальської ліги (1):

Брага: 2023-24